# Teinobasis fortis
Teinobasis fortis là một loài chuồn chuồn kim trong họ Coenagrionidae.
Teinobasis fortis được Lieftinck miêu tả khoa học năm 1962.